# Alexandre Oulybychev
Alexandre Oulybychev ou Oulibicheff (en russe : Александр Дмитриевич Улыбышев), né à Dresde le 2 avril 1794 et mort à Loukino près de Nijni Novgorod le 24 janvier 1858, est un riche mélomane russe, auteur d'une importante biographie de Mozart et mécène du jeune Mili Balakirev. De 1825 à 1830 il a été rédacteur du Journal de Saint-Pétersbourg.

## Biographie
Élevé en Allemagne jusqu'à l'âge de quinze ans, polyglotte, diplomate de son état, il fut également musicien amateur, jouant du violon et chantant de façon agréable. Retiré en 1830 près de Nijni-Novgorod, grand carrefour des marchés agricoles mais désert culturel, menant une existence de gentleman-farmer, il se consacra à ses études musicologiques. Ne pouvant écouter de la musique qu'en se rendant à Saint-Pétersbourg, il réussit à réunir à Nijni-Novgorod des amateurs capables de jouer un quintette à cordes, et même une formation à même de jouer du Haendel et, un jour, des fragments du Requiem de Mozart qui furent représentés à l'Assemblée de la Noblesse de Nijni Novgorod. Il se consola de son isolement en étudiant les partitions qu'il pouvait se procurer car il pouvait entendre la musique de tête en la lisant. D'une culture musicale prodigieuse, il connaît non seulement à fond la musique de Mozart, mais la situe par rapport à ses prédécesseurs depuis la Renaissance, et il connaît aussi ses propres contemporains. Il écrivit son ouvrage sur Mozart en français car, écrit-il, s'il l'avait écrit en russe il n'aurait touché qu'une cinquantaine de lecteurs : « Le français,  au contraire, est une langue que mes lecteurs comprennent chez nous, comme partout. » Son écriture est non seulement correcte mais d'une remarquable distinction littéraire.

## Œuvres
Sa Nouvelle biographie de Mozart en trois volumes en français, publiée à Dresde en 1843 eut une grande influence sur la perception de ce compositeur au XIXe siècle. Elle fut plus tard traduite en allemand, et en russe par Modeste Tchaïkovski.
Ses opinions furent attaquées par Wilhelm von Lenz (1809-1883) dans Beethoven et ses trois styles, publié à Paris en 1855. Oulybychev lui répondit avec Beethoven, ses critiques et ses glossateurs (Leipzig et Paris, 1857).